# Antoniberg (Rennertshofen)

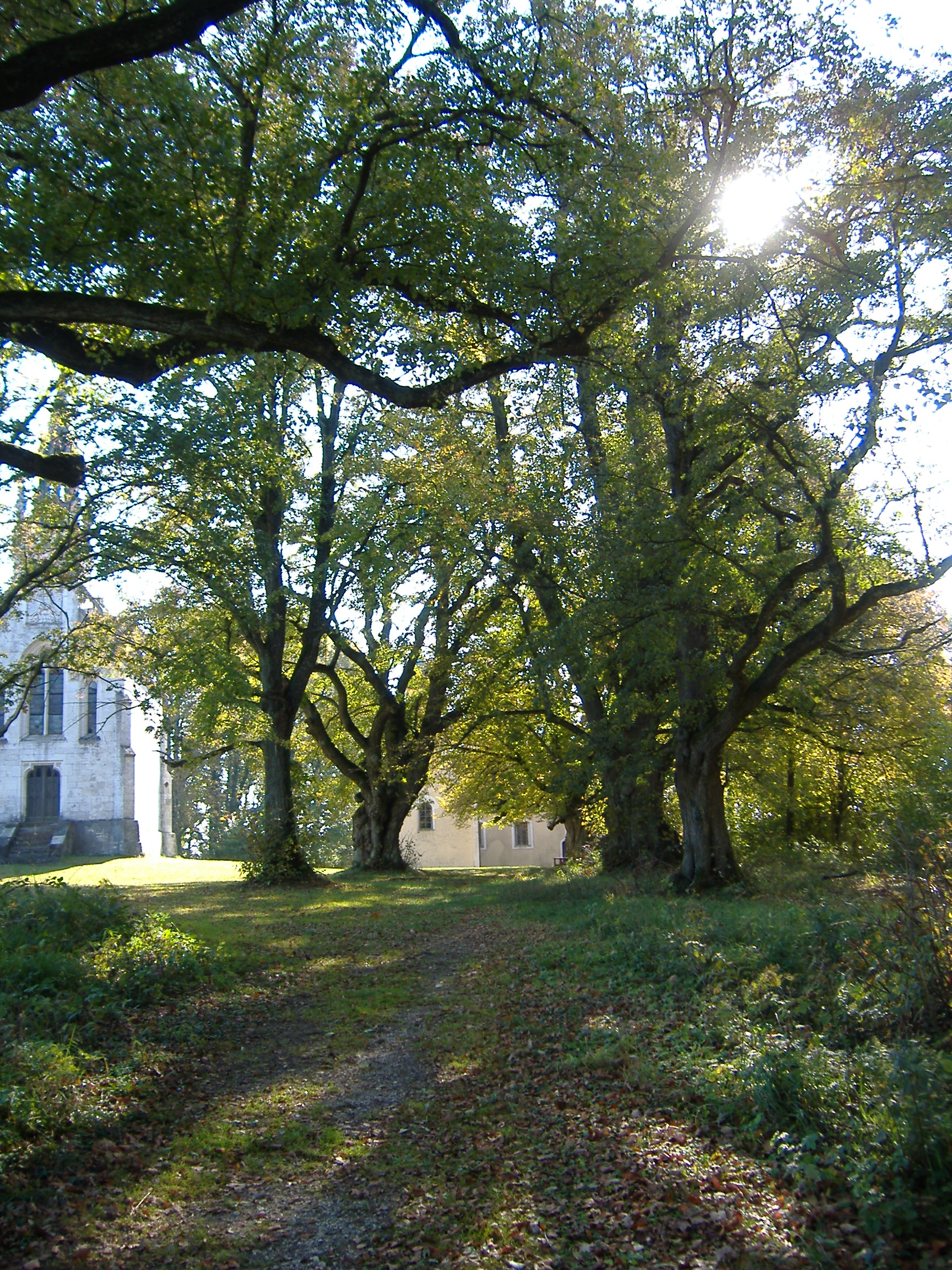
Lindenallee zum Antoniberg

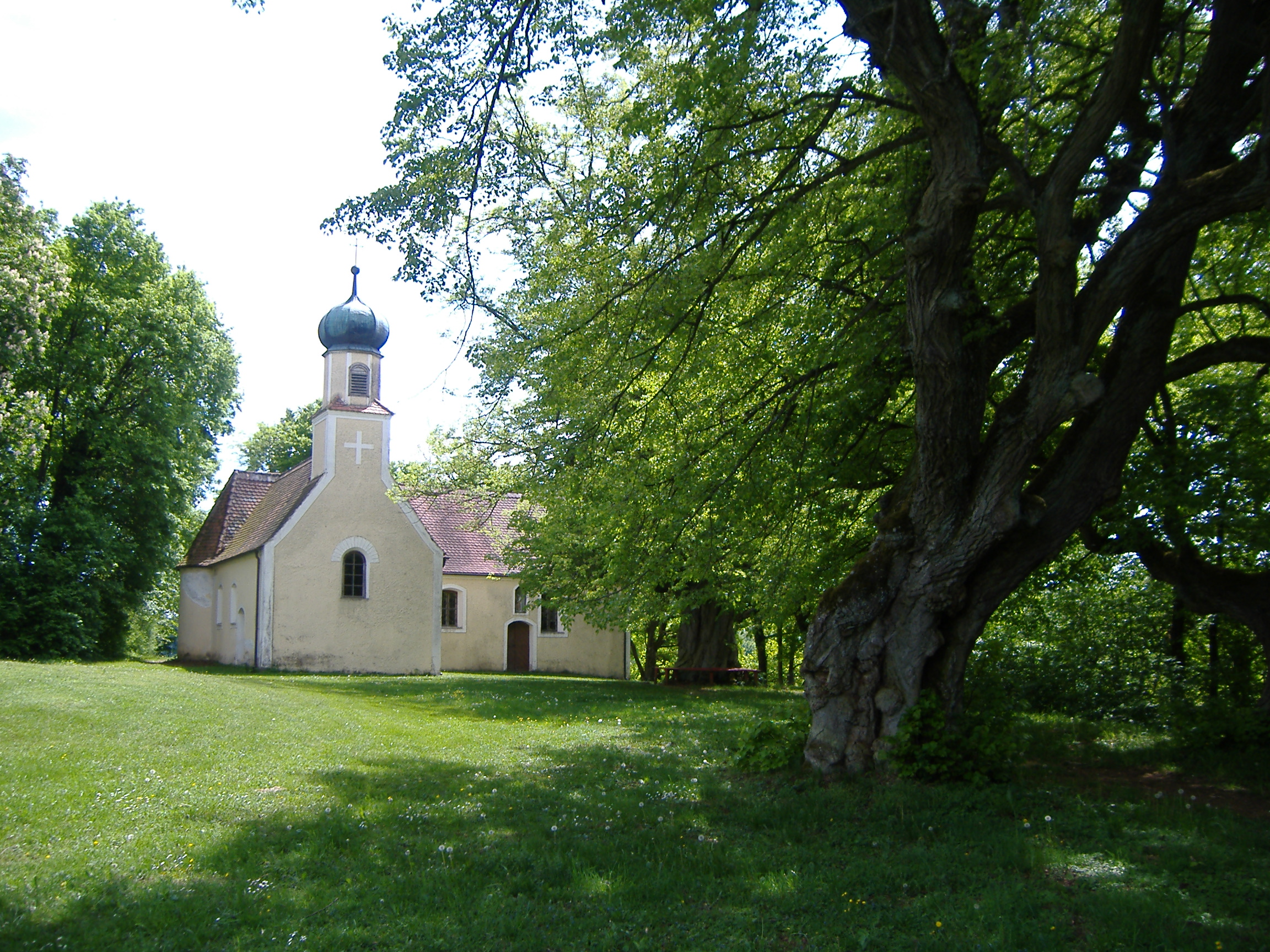
Annakapelle und Antoniuskapelle

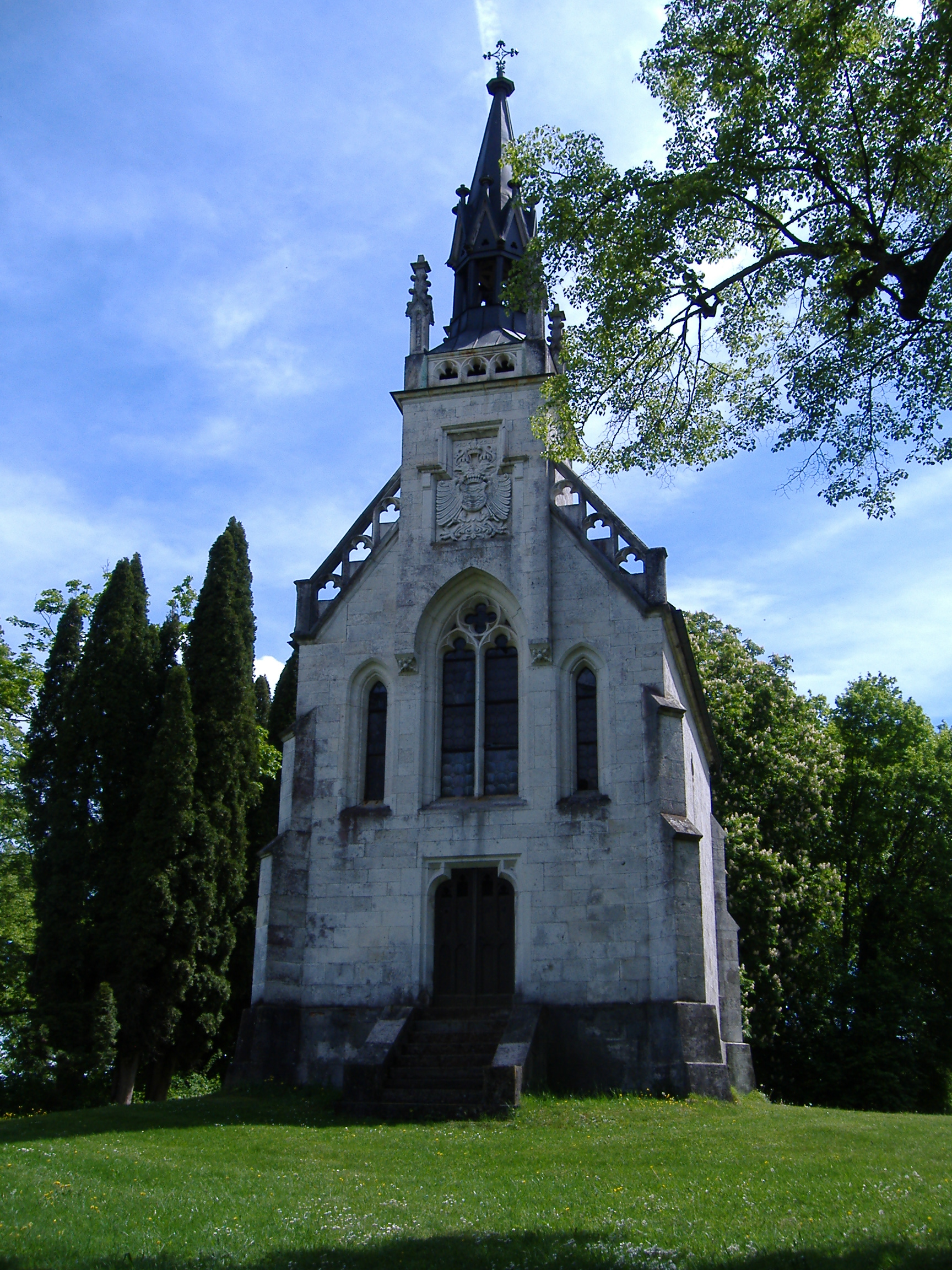
Gruftkapelle

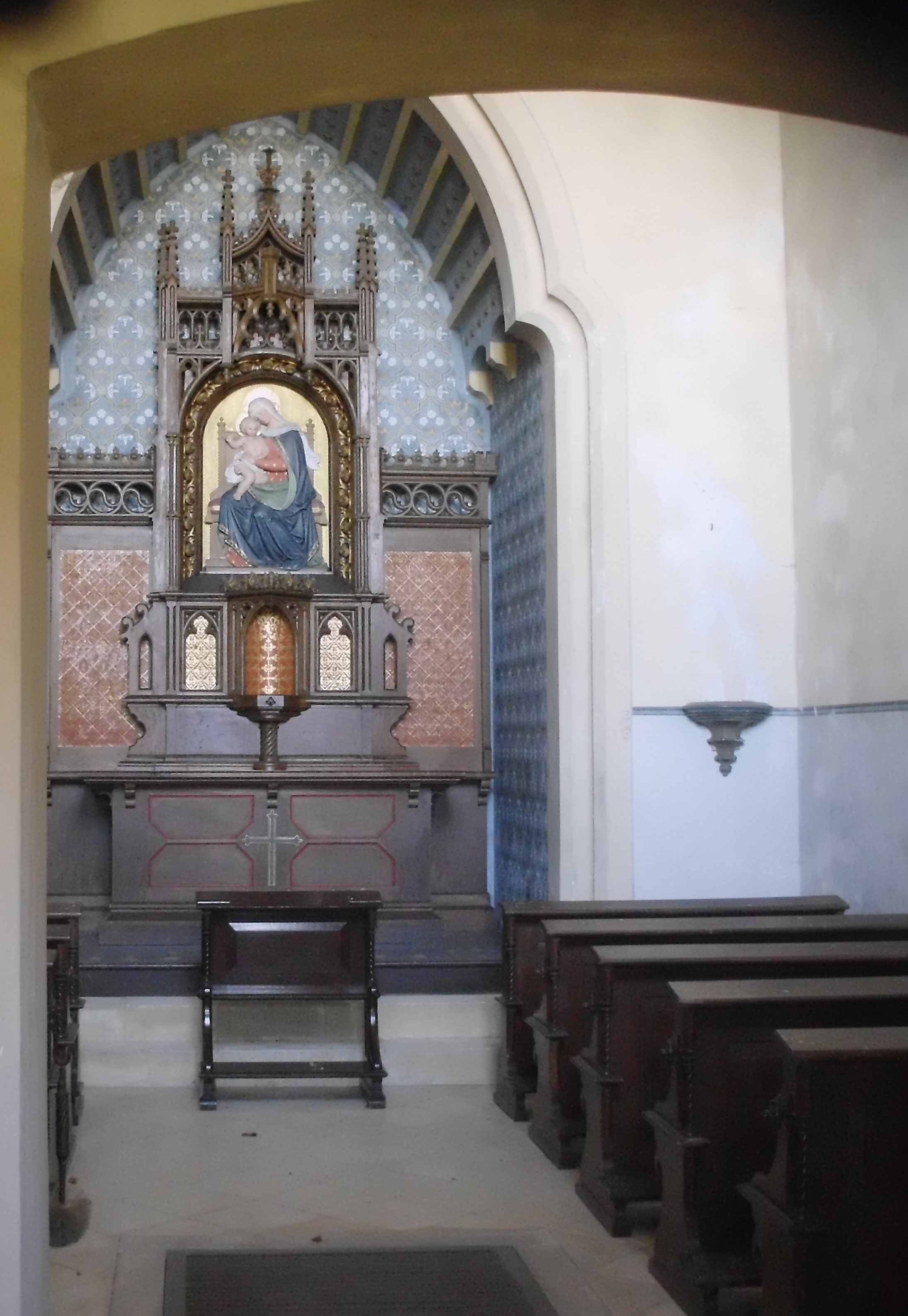
Blick in die Gruftkapelle

Antoniberg ist ein Ortsteil des Marktes Rennertshofen (Landkreis Neuburg-Schrobenhausen, Bayern) und gleichzeitig ein Kalkstein-Berg mit einem Steilhang zur Donau hin.

## Lage
Der unbewohnte Ortsteil (amtlicher Siedlungstyp: Kirche) liegt südöstlich vom Rennertshofener Ortsteil Stepperg, zu dessen Gemarkung er gehört.

## Geschichte
Am Fuße des Antoniberges sind im Flussbett der Donau Reste einer hölzernen Brücke nachgewiesen, die um 150 n. Chr. von den Römern errichtet wurde und seit 1992 mehrmals von der Bayerischen Gesellschaft für Unterwasserarchäologie untersucht wurde. Eine Schautafel visualisiert am Antoniberg den Standort der Brücke.
Im Alten Reich gehörte der Antoniberg, dessen alte Bezeichnung auf „Iarnberg“ lautete, mit seiner Kapelle als Filiale der Pfarrei Stepperg (vor der Reformationszeit im Besitz des Klosters Niederschönenfeld) zur Grafschaft Lechsgemünd-Graisbach und schließlich zur Hofmark Stepperg.
Im neuen Königreich Bayern (1806) wurde Stepperg mit der Einöde Antoniberg und anderen Orten und Mühlen dem Steuerdistrikt Riedensheim zugeteilt. 1840 hatte Antoniberg nur zwei Einwohner. Bei der Bildung der Gemeinden durch das zweite Gemeindeedikt von 1818 wurde Stepperg mit Antoniberg eine eigenständige Gemeinde, die bis Ende 1977 existierte. Im Zuge der Gebietsreform in Bayern wurde Stepperg und damit auch Antoniberg am 1. Januar 1978 in den Markt Rennertshofen eingegliedert.

## Naturdenkmal „Antoniberg mit Strudelloch“
Der Antoniberg ist – mit Ausnahme der beiden Kapellengrundstücke – ein flächenhaftes Naturdenkmal von 3,2 ha, zu dessen Schutz der Landkreis Neuburg-Schrobenhausen am 25. August 1982 eine Verordnung erlassen hat. Der Berg ist überwiegend mit Laubmischwald bestockt, vornehmlich aus alten Linden bestehend, während am südlichen Hangteil zum Fluss vor allem wärmeliebende Sträucher und Halbtrockenrasen gedeihen. Um ein Zuwachsen des Halbtrockenrasens zu verhindern und somit seine Artenvielfalt zu sichern, ist eine Hüteschäferei erforderlich. Im Westen des Berges befindet sich an dessen Fuß die Antoniberg-Höhle (Strudelloch), eine Ausspülung der Donau im Kalksteinfelsen.

## Antoniuskapelle
Eingebettet in die Landschaft liegt auf der ausgedehnten Plattform des Berges die Antonius-Kapelle, welche 1676 vom Bauherr Freiherr Johann Dominik von Servi erbaut wurde. Zur Antoniuskapelle gehörte auch eine Einsiedelei, von der heute nur noch Reste der Grundmauern zu sehen sind.
Die Antoniuskapelle als ehemaliger Wallfahrtsort zum Hl. Antonius, war früher der erste Ort nördlich der Alpen, wo per päpstlichem Dekret der Portiuncula-Ablass erlangt werden konnte. Zu dieser Zeit pilgerten am 13. Juni und am 1. Sonntag im August bis zu 15.000 Gläubige an diesen Ort, wo 10 bis 15 Geistliche unter freiem Himmel die Beichte abnahmen. Für viele Auswanderer nach Siebenbürgen oder Ungarn, die damals ihre Heimat mit dem Floß auf der Donau verließen (vgl. Donauschwaben), war dies oftmals die letzte Gelegenheit für den Empfang der Sakramente.
Die Anna-Kapelle wurde 1790/92 durch Freiherr Josef Sebastian von Staader im rechten Winkel links an den Chor der Antoniuskapelle angebaut. So entstand eine Doppelkapelle. Seit Jahren hängt an der Eingangstür der Anna-Kirche ein Schild mit der Aufschrift: „Einbruch sinnlos – Kirche total ausgeraubt“; der Raub kirchlicher Kunstgegenstände aus den beiden Kapellen fand im März 1979 statt.
Bis heute hat die Wallfahrtskirche St. Antonius – St. Anna ihre Anziehungskraft nicht verloren, und zum jährlichen Antoniusfest pilgern viele Gläubige auf den Antoniberg.

## Gruftkapelle
Am 23. Juni 1848 starb die bayerische Kurfürstin-Witwe Maria Leopoldine, geborene Erzherzogin von Österreich-Este und wiederverheiratete Gräfin von Arco, bei einem tödlichen Unfall. Weil der Antoniberg der Lieblingsplatz von Maria Leopoldine war, ließ der aus ihrer zweiten Ehe mit Graf Ludwig von Arco (1773–1854) stammende Sohn Aloys für die Bestattung seiner Mutter dort die Gruftkapelle errichten. Unter Leitung von Ludwig Foltz wurde sie 1852–1855 erbaut. Am 28. März 1855 wurden die sterblichen Überreste von Maria Leopoldine von der Pfarrkirche St. Michael in eine der 30 Gruftzellen der neugotischen Kapelle mit Fialentürmchen umgebettet. Noch im gleichen Jahr wurde hier auch ihr zweiter Ehemann beigesetzt. Die Kapelle dient heute den adeligen Familien von Arco und Moy zur Bestattung ihrer Verstorbenen.